# ヤメ検
ヤメ検（ヤメけん、やめ検）とは、元検事の弁護士を指す俗称。
なお、検事のほとんどは司法修習を修了しているため、弁護士となる資格を有する（それ以外の検事が弁護士などになるには、検事職を最低5年間経験するなど、一定の要件が必要である）。

## 概説
この用語の存在の背景には、日本において検察官として任官しても定年まで勤務しないものが多いことが挙げられる。また、検察官任官者は通常弁護士となる資格を有しており、弁護士には定年という概念が存在しないことから、検事辞職・定年退官後に弁護士として活動する者が一定数存在することも挙げられる。
また、検事を経験して弁護士として活動している者は、その経験を活かして刑事事件などの業務を行ったり、元検察官同士でのネットワークを有していたりすることから、弁護士のなかでも一定のカテゴリに属するものとしての呼称が生ずるに至っている。

## メディア出演
現役の検察官は公務員であるため、メディアに出てコメンテーターとして積極的なコメントをすることは基本的にできない。そのため、ヤメ検が世論に影響を及ぼすワイドショーなどに出演して、検察の立場を代弁する広報的役割をしているという意見もある。同様の事例に警察官の退職者がある。例外として、山口組顧問弁護士などを引き受け、さまざまな事案に顔をのぞかせ「闇社会の代理人」と呼ばれた田中森一を代表とする例もみられる。

## 問題点
以下は検察に逮捕された者からなされた指摘である。

### 堀江貴文の意見
ライブドア事件で逮捕されたライブドア元社長の堀江貴文は実際の経験から、検察庁が事件をつくり、OBのヤメ検が弁護をするというのは「法曹界の仕事マッチポンプ」のようであると指摘している。
近年の経済事件の厳罰化は検察OBに対して企業の法令順守需要をもたらし、多くの企業は多額の報酬を払って検察OBを顧問などで迎え入れるようになったといわれている。警察がパチンコ業界の自主規制団体に天下りしているのと同じ構図であるが、検察が警察よりたちが悪いのは、検察は捜査権限と起訴権限の両方を持っていて、検察が経済事件に本格的に介入するようになったのは、警察がパチンコ業界を財布代わりにしているように、企業全体を財布代わりにしようと考えているに等しいと堀江は指摘している。
不正をしていない企業はほんのわずかであり、立件するもしないも検察の胸三寸だからである。

### 森功・田中森一の意見
ジャーナリスト・森功の著書「ヤメ検―司法エリートが利欲に転ぶとき」や、「反転　闇社会の守護神と呼ばれて」の著者田中森一によると、検事の世界はムラ社会と称されるほど狭く、現役検事と検察OB、検察組織内や学閥での先輩・後輩、かつての上司・部下の垣根が極めて低い。このため法廷で対決するヤメ検と現役検事が、同僚検事時代の関係のままに付き合いを続け、気脈を通じることが珍しくない。故に容疑者を有罪に持ち込みたい検事と、依頼人の罪を軽くしたいヤメ検が妥協することにより、判決の「落とし所」を探るような裁判の結末を作り出してしまうという。そのような関係から脱して全面対決に持ち込もうとしても、検察の手法を知り尽くしたヤメ検が捜査の穴を突くため、思うように法廷戦術・捜査手法を発揮できなくなることも多い。
ヤメ検は弁護士という立場上、依頼人の利益のために動く。弁護士が国家権力を監視・チェックする機能自体は責められることではないが、上記のような「落とし所を探る」妥協や、有力OBとしての発言力や存在感が検察の捜査を自粛させてしまうこともある。中田カウスによる吉本興業恐喝疑惑は強制捜査寸前にまで証拠固めが進んだものの、福岡高検、大阪地検OBの大物ヤメ検・加納駿亮の影響力によって実現に至らなかったと言われる。
ヤメ検への依頼人はまさにそのような関係を利用した法廷戦術で、罪責が軽くなることを期待して弁護を依頼する。その中には暴力団関係者やフロント企業、不正を行っている組織、各界の黒幕など、闇社会の怪人物が当然のように存在する。彼らが有力ヤメ検に殺到し、顧問への就任・弁護依頼の名の元に大金の顧問契約料と甘い話を持ち込んでくる。その過程で地下社会との交流や美味い話に「面白さ」を感じ、それらに飛びつくことで次第に闇社会の怪人物たちに利用され、最後は不正・犯罪と同化し、闇社会に取り込まれていってしまうヤメ検もいる。田中森一はそのような関係すら隠さずにいたため、「闇社会の守護神」と呼ばれるに至った。
その背景には、いわゆるエスタブリッシュメントとマフィアが渾然一体となって重要な意思決定を成してきた日本社会の構造があり、このような「真の社会構造」を目の当たりにすることに、ヤメ検が魅せられてしまうと田中森一は説く。森功は前掲書で朝鮮総連本部ビル売却問題に関わった緒方重威や、女性問題で検察庁を追われた則定衛などをその例として指摘し、「かつて人を疑うことを仕事としていた人物が意外と騙されやすく、脇が甘い。自分を嵌めようとする奴などいるはずがないという思い込みに司法エリートの限界がある」と分析する。
現役検事とヤメ検が妥協を繰り返す中、「ヤメ検によって捜査が妨害された。事件が潰された」と感じる現役検事も少なくない。これらの恨みが募った結果、ヤメ検が「国策捜査」の対象とされ、逮捕に至る事例もある。石橋産業事件で逮捕された田中森一がその例である。
また、「落とし所」を探る妥協や現役検事・ヤメ検間の低い垣根の中で、両者が癒着することもある。元大阪高検幹部の三井環は、検察の裏金作りとその裏金の恩恵に浸かっていたヤメ検を内部告発しようとしたが、テレビ番組の取材を受ける当日に微罪逮捕された。現役検事とヤメ検の癒着による、口封じのための国策捜査と言われている。
このような検察とヤメ検の関係の中、最大の利益を得ているのは、ヤメ検に弁護を依頼する犯罪容疑者、不正を行った企業、あるいは暴力団関係者など闇社会の住人である。世間の耳目を集めるような大事件では必ずと言っていいほどヤメ検が弁護に関わり、検察と容疑者の「落とし所」を探る。あるいはヤメ検が捜査・法廷戦術の穴を突くことで、裁判でも事件の真相が明らかにならず、うやむやのままに裁判が終わり、容疑者の罪だけが軽くなるという結果が残ってしまう。

## その他
裁判官の場合も退官後、弁護士になるケースは多い。検事退官者の弁護士が“ヤメ検”と呼ばれるが、裁判官出身弁護士は“ヤメ判”と呼ばれる。
裁判官出身弁護士と検事出身弁護士にはいくつかの違いがみられる。1つは、裁判官のほとんどが定年(注)まで勤め上げて退官し、比較的老齢で弁護士に転身するケースが多いが、検事は定年まで待たず退官し、若いうちに弁護士になるケースが結構ある。また、定年が裁判官より若干早い分、長い活動期間が可能という点である。2つ目は裁判官出身弁護士はその職制ゆえ、中立的立場の職務であったため、弁護士利用者にとって“ヤメ検”程のうまみが薄い。起訴、捜査等に手慣れた“ヤメ検”のほうが重宝がられる点である。
（注：定年は、裁判官の場合、最高裁判所の裁判官は70歳、高等裁判所・地方裁判所・家庭裁判所の裁判官は65歳。制度が異なる簡易裁判所判事は70歳。検事の場合、検事総長は65歳、その他の検察官は63歳。裁判官の方が検察官に比べ7 - 2年定年が遅い）

## ヤメ検の著名人
- 石川達紘（元東京地検特捜部長、元名古屋高検検事長）
- 植松正（一橋大学名誉教授、元東京高検検事）
- 大澤孝征（元東京地検検事）
- 大鶴基成（元最高検察庁公判部長、第31代東京地方検察庁特別捜査部長）
- 小川敏夫（元法務大臣、元東京地検検事）
- 河上和雄（元東京地検特捜部長）
- 草鹿浅之介（元大阪高検検事長）
- 神崎武法（元法務大臣官房秘書課広報連絡室長・内閣審議官、公明党元代表）
- 熊﨑勝彦（元東京地検特捜部長、元最高検公安部長）
- 郷原信郎（元東京地方検察庁八王子支部副部長、元東京高検検事）
- 住田裕子（元法務省訟務局付検事）
- 田中森一（元東京地検特捜部検事）
- 根來泰周（元東京高検検事長）
- 堀田力（元東京地検特捜部検事、元法務省官房長）
- 本間喜一（一橋大学名誉教授、元最高裁判所事務総長）
- 松下幸徳（佐賀潜の筆名で推理小説家）
- 松永光（元福岡地検検事、元大蔵大臣、元通産大臣）
- 宗像紀夫（元東京地検特捜部長、元名古屋高検検事長）
- 菅野志桜里（元衆議院議員）
- 山下貴司（元法務大臣）
- 横山昭二（麻原彰晃の元私選弁護人）
- 若狭勝（元衆議院議員、元東京地検公安部長、元横浜地検刑事部長）
- 佐々木善三（元東京地検特捜部副部長）
- 落合洋司（東京地検検事）